# Sophia Jagiellonica

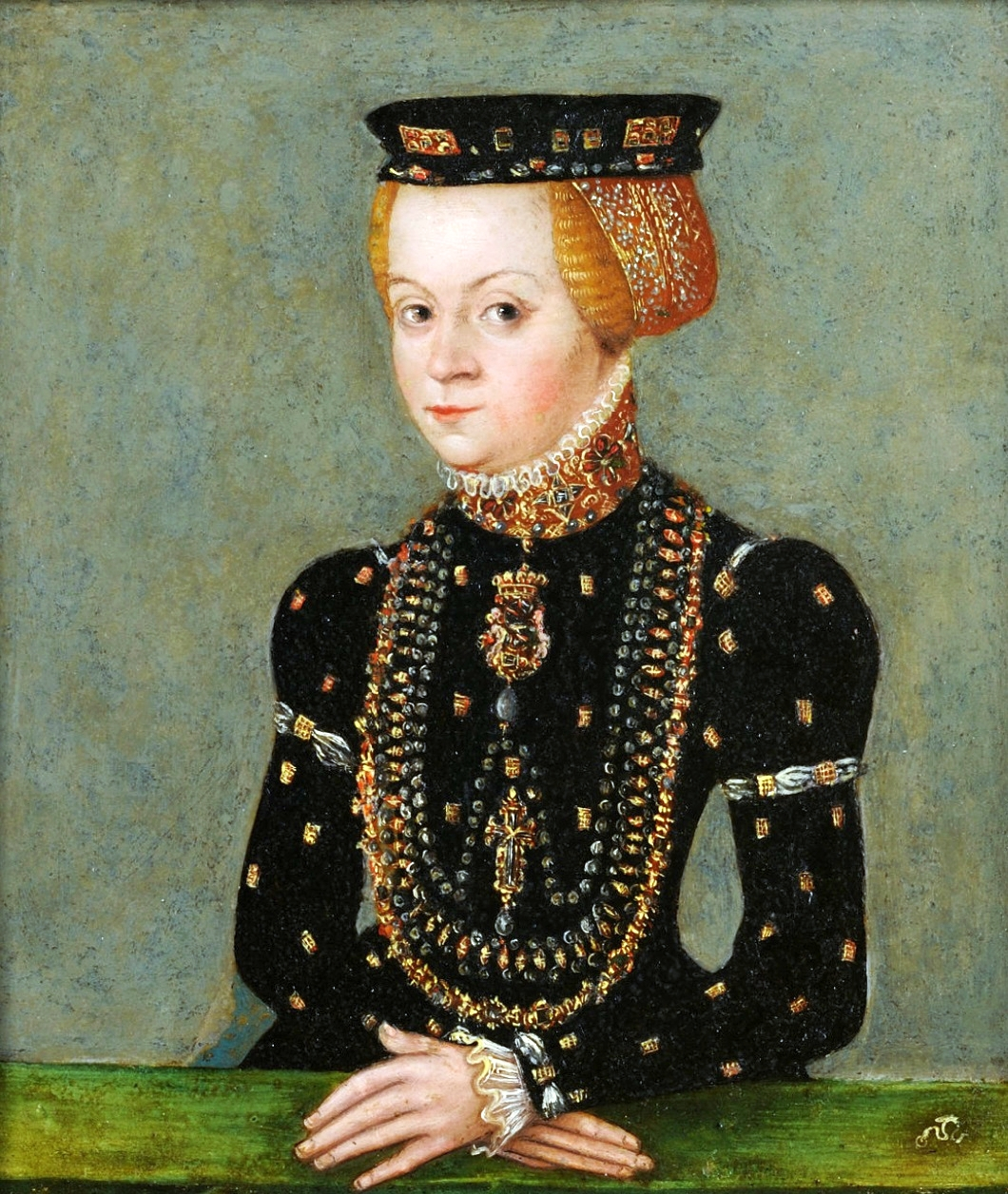
Herzogin Sophia Jagiellonica

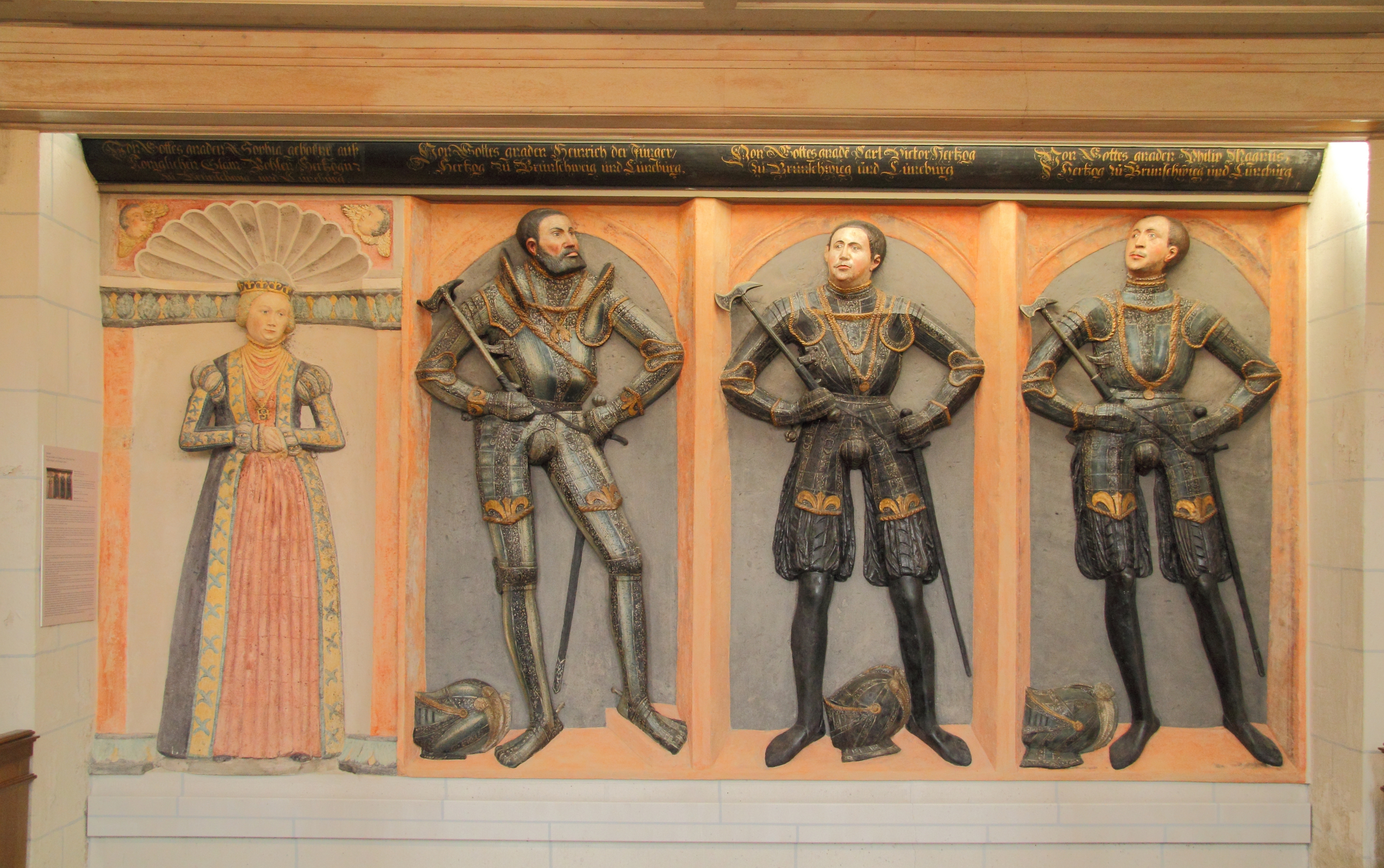
Grabmal der fürstlichen Familie in Wolfenbüttel, ganz links Sophia

Sophia Jagiellonica (* 13. Juli 1522 in Krakau; † 28. Mai 1575 in Schöningen; eigentlich Zofia Jagiellonka) war eine polnisch-litauische Prinzessin aus dem Adelsgeschlecht der Jagiellonen. Sie war ab 1556 durch Heirat Herzogin von Braunschweig-Lüneburg und Fürstin von Braunschweig-Wolfenbüttel.

## Leben
Sophia war die Tochter des polnischen Königs Sigismund I. aus seiner Verbindung mit der italienischen Prinzessin Bona Sforza. Sie wurde am 22. Februar 1556 die zweite Ehefrau des katholischen Herzogs Heinrich II. von Braunschweig-Wolfenbüttel. Aus der Ehe gingen keine Kinder hervor. Nach Heinrichs Tod 1568 zog sie auf ihren Witwensitz in das ca. 30 km östlich von Wolfenbüttel gelegene Schloss Schöningen, begleitet von ihrer Hofdame und Vertrauten Agnieszka. Alsbald geriet sie mit ihrem Stiefsohn, Herzog Julius, in Konflikt um die herzogliche Herrschaft in Schöningen, der am 17. Januar 1572 durch eine Übereinkunft beigelegt wurde. Julius hielt sich jedoch nicht an die Absprache, sodass sich Sophia gezwungen sah, bei Kaiser Maximilian II. zu intervenieren. Sie konvertierte 1570 zur evangelischen Konfession. Sie war dadurch die erste und einzige Protestantin in der Dynastie der Jagiellonen.
Sie starb am 28. Mai 1575 in Schöningen und wurde in der Marienkirche in Wolfenbüttel bestattet.